# Tractat de Svalbard
El Tractat respecte Spitsbergen, sovint citat com el Tractat de Svalbard, de 9 de febrer de 1920, reconeix la completa i absoluta sobirania de Noruega sobre l'arxipèlag àrtic de Spitsbergen (actualment anomenat Svalbard). L'exercici de la sobirania, tanmateix, queda subjecta a certes estipulacions, i a la no aplicació de totes les lleis noruegues. El tractat només parcialment desmilitaritza Svalbard. Tots els signataris tenen els mateixos drets de participar en activitats comercials (principalment la mineria del carbó) a les illes, però fins ara només Noruega i Rússia han fet servir aquest dret.
Originalment hi havia nou altes parts contractants, incloent-hi els Estats Units, Dinamarca, França, Itàlia, Japó, els Països Baixos, Noruega, Suècia, i el Regne Unit (incloent-hi els dominis britànics d'Irlanda, Canadà, Austràlia, Índia, Àfrica del Sud i Nova Zelanda). Alguns estats també el signaren dins dels cinc anys abans que el tractat entrés en vigor, incloent-hi la Unió Soviètica el 1924 i Alemanya i la Xina el 1925. Ara hi ha 40 signataris (entre ells Espanya). El tractat va ser enviat a registrar a la Lliga de les Nacions el 21 d'octubre de 1920.
El 14 d'agost de 1925 el tractat entrà en vigor.
Noruega va assumir la sobirania de l'arxipèlag i immediatament va prendre mesures protectores del medi ambient.

## Disputes
Hi havia una llarga disputa primer entre Noruega i la Unió Soviètica (i actualment Rússia) sobre els drets de pesca a la regió. El 1977, Noruega va establir una zona de pesca regulada de 200 milles al voltant de Svalbard (però sense tancar-hi l'accés), amb la qual Rússia no està d'acord. Finlàndia i el Canadà, en canvi, donen suport a la posició noruega, mentre altres signataris del tractat no han expressat una posició oficial. Les parts rellevants de l'acord són les següents:

Els vaixells i els nacionals de les altes parts contractants tenen els mateixos drets de pesca i caça en els territoris especificats en l'article 1 i en les seves aigües territorials. (de l'Article 2)

Hauran de ser admesos en les mateixes condicions d'igualtat en la mineria i activitats comercials i industrials i no s'hi pot establir un monopoli. (de l'article 3)